# 293477 Teotihuacan
293477 Teotihuacan è un asteroide della fascia principale. Scoperto nel 2007, presenta un'orbita caratterizzata da un semiasse maggiore pari a 2,9870874 UA e da un'eccentricità di 0,1243104, inclinata di 2,72064° rispetto all'eclittica.
L'asteroide è dedicato al sito archeologico di Teotihuacan, uno dei più importanti del Mesoamerica.